# Sakızköy, Lüleburgaz
Sakızköy là một thị trấn thuộc huyện Lüleburgaz, tỉnh Kırklareli, Thổ Nhĩ Kỳ. Dân số thời điểm năm 2011 là 1.42 người.